# Синявка (притока Ужа)
Си́нявка — річка в Україні, в межах Коростенського району Житомирської області, права притока Ужа (басейн Прип'яті).
Довжина річки 12 км, похил річки 2,2  м/км, площа басейну водозбору 99,8  км², найкоротша відстань між витоком і гирлом — 10,27  км, коефіцієнт звивистості річки — 1,17 . Бере початок на південь від с. Хотинівки. Тече переважно на північний захід територією Поліської низовини. На берегах річки розташовані села: Грозине, Сингаї та Немирівка, де впадає до Ужа.
Річище слабозвивисте, місцями заболочене, дно переважно мулисте або піщане. Споруджено декілька ставків. У селі Сингаї річку перетинає автошлях М07 (Народна назва дороги Варшавка: Київ — Ковель — Ягодин).
Притоки: Гнідівка (права).